# Andrej Lomakin
Andrej Vjatsjeslavovitsj Lomakin (Russisch: Андрей Вячеславович Ломакин) (Voskresensk, 3 april 1964 - Detroit (Michigan), 9 december 2006) was een Russisch ijshockeyer.
Lomakin won tijdens de Olympische Winterspelen 1988 de gouden medaille met de Sovjetploeg.
Lomakin werd in 1990 wereldkampioen.
- Gemeinsame Normdatei: 1147423636
- Virtual International Authority File: 1593151247980744270002